# 小渕内閣 (第2次改造)
小渕第2次改造内閣（おぶちだいにじかいぞうないかく）は、衆議院議員、自由民主党総裁の小渕恵三が第84代内閣総理大臣に任命され、1999年（平成11年）10月5日から2000年（平成12年）4月5日まで続いた日本の内閣。
自自連立政権にさらに公明党が加わったことを契機に、内閣総理大臣の小渕恵三が小渕第1次改造内閣を内閣改造して誕生させた内閣である。
2000年（平成12年）4月1日までは自由民主党、自由党、および公明党との自自公連立政権であった。2000年（平成12年）4月1日以後は自由民主党、自由党から分裂して結成された保守党、および公明党との自公保連立政権となった。
もともとは、1999年（平成11年）10月1日に組閣される予定であったが、前日に発生した東海村JCO臨界事故への対応のため4日間延期され、この日に発足することとなった。

## 概要

### 人事
小渕恵三首相は、1999年自由民主党総裁選挙で無投票再選にこだわるが、加藤紘一と山崎拓に立候補されてしまう。
その後に続く内閣改造・党三役人事では、総務会長に加藤派が推挙した小里貞利を拒否、派内で加藤と距離を置き、総裁選辞退を訴えていた政調会長の池田行彦を一本釣りし、横滑り起用。旧宮沢派で加藤とたもとを分かった元総裁で早稲田出身の河野洋平を外務大臣に起用した。また山崎派が推挙した保岡興治の入閣も拒否し、山崎の総裁選出馬に反対した早稲田大学雄弁会の先輩で、前総務会長の深谷隆司を通商産業大臣に起用した。これは総裁選後の報復人事と囁かれた。
一方、翌年4月に介護保険法が導入されることをにらみ、「(担当閣僚である厚生大臣は)実力者でなければ職務に耐えられない」と考えた小渕は、厚生族で自身の盟友でもある、前首相の橋本龍太郎に入閣を要請したが、橋本は「前年の参院選敗北の責任は自分にある」として入閣を断わり、最終的に、橋本が推薦した丹羽雄哉を厚生大臣に起用した。この丹羽は加藤派であるが、加藤を通さない一本釣りであった。
谷垣禎一は大蔵大臣の宮澤喜一からは「小渕さんと話をしている。君に金融再生委員会委員長になってもらう」と言われ、加藤からは「なるな」と言われた。宮澤は当時、首相経験者ながら蔵相に再登板していたが、一方で宮澤から禅譲されて派閥の会長となっていた加藤は、内閣改造の直前に行われた党総裁選で、小渕との間にしこりを残していたためである。結局、谷垣は就任を辞退し、越智通雄が就任したが2000年2月19日、栃木県の金融機関関係者への講演で、「検査の仕方がきついとかあったら、どんどん直接おっしゃってください。最大限考慮しますから」と発言し、「手心発言」として論議を呼び、2月25日に越智が辞任、後任は谷垣が就任した。
連立を組む自由党から二階俊博が運輸大臣、北海道開発庁長官、公明党から続訓弘が総務庁長官に初入閣を果たした。

### 総辞職
小渕恵三は2000年（平成12年）4月2日、脳梗塞を発症し、順天堂大学医学部附属順天堂医院に緊急入院した。前日から脳梗塞の症状が見られたとされ、この4月1日、連立与党を組んでいた自由党との連立が決裂していた。その日の午後、小渕は政権運営がより困難になったこの事態について記者から質問され、10秒前後の不自然な間の後、ようやく言葉を発することができるといった状態であった。緊急入院前に行なわれたこの記者会見での奇妙な間が、後に脳梗塞の症状ではないかと報道された。そして、この時はたまたま梗塞から回復したために約10秒後に言葉を出すことができたとされる。
小渕は入院後、執務不能のため内閣官房長官の青木幹雄を内閣総理大臣臨時代理に指名したとされる。しかし、青木の首相臨時代理就任については「疑惑」がつきまとい続けた。脳梗塞で既に意識を完全に失っていたように思われる小渕自身に果たして首相臨時代理の指名を行うことが出来たであろうかという問題は、必然的に野党・マスメディアに厳しく追及された。にもかかわらず、「疑惑」の張本人である青木自身が記者たちからの「本当は脳死ではなかったのか?」などの異議申し立てを却下する張本人であったため、また、担当医師たちが首相臨時代理指名は不可能だったと思わせる説明を繰り返したため、疑惑は色濃く残ったままとなった。この青木の首相臨時代理への就任劇の不透明さの上に、更に小渕の後任となる新総裁森喜朗の誕生劇に関する不透明さが加わってしまったため、この一連の動きは「五人組による密室談合政治」として世間から大いに批判されることとなった。
また、それまで自民党を支配しているとされた旧経世会系の小渕政権が突然倒れたことにより、福田赳夫内閣以降、総理総裁派閥から遠かった清和会の森に総理総裁の座が転がり込むこととなった。また、後に同じ清和会の小泉純一郎が森の後継として首相となり、長期安定政権を保ちつつ平成研究会（旧経世会）を冷遇し続けたため、旧経世会による自民党支配・政権支配は小渕政権で終わったとされる。

## 国務大臣
所属政党・出身:
  自由民主党（小渕派）   自由民主党（森派）   自由民主党（加藤派）   自由民主党（旧河本派）   自由民主党（河野G）   自由民主党（江藤・亀井派）   自由民主党（山崎派）   自由民主党（無派閥）   自由党（→保守党）   公明党   中央省庁・民間
| 職名                          | 氏名 | 氏名                    | 所属                               | 特命事項等                                                                  | 備考                          |
| ----------------------------- | ---- | ----------------------- | ---------------------------------- | --------------------------------------------------------------------------- | ----------------------------- |
| 内閣総理大臣                  |      | 小渕恵三                | 衆議院 自由民主党 （小渕派）       |                                                                             | 自由民主党総裁                |
| 法務大臣                      |      | 臼井日出男              | 衆議院 自由民主党 （旧河本派）     |                                                                             |                               |
| 外務大臣                      |      | 河野洋平                | 衆議院 自由民主党 （河野G）        |                                                                             |                               |
| 大蔵大臣                      |      | 宮澤喜一                | 衆議院 自由民主党 （加藤派）       |                                                                             | 留任                          |
| 文部大臣 科学技術庁長官       |      | 中曽根弘文              | 参議院 自由民主党 （江藤・亀井派） | 国立国会図書館連絡調整委員会委員 原子力委員会委員長                         | 初入閣                        |
| 厚生大臣                      |      | 丹羽雄哉                | 衆議院 自由民主党 （加藤派）       | 年金問題担当                                                                |                               |
| 農林水産大臣                  |      | 玉澤徳一郎              | 衆議院 自由民主党 （森派）         |                                                                             |                               |
| 通商産業大臣                  |      | 深谷隆司                | 衆議院 自由民主党 （山崎派）       | 国際博覧会担当                                                              |                               |
| 運輸大臣 北海道開発庁長官     |      | 二階俊博                | 衆議院 自由党 →保守党              | 新東京国際空港担当                                                          | 初入閣                        |
| 郵政大臣                      |      | 前島英三郎 （八代英太） | 衆議院 自由民主党 （小渕派）       |                                                                             | 初入閣                        |
| 労働大臣                      |      | 牧野隆守                | 衆議院 自由民主党 （江藤・亀井派） |                                                                             | 初入閣                        |
| 建設大臣 国土庁長官           |      | 中山正暉                | 衆議院 自由民主党 （江藤・亀井派） | 研究・学園都市担当 土地対策担当 首都機能移転担当                            |                               |
| 自治大臣 国家公安委員会委員長 |      | 保利耕輔                | 衆議院 自由民主党 （小渕派）       |                                                                             |                               |
| 内閣官房長官 沖縄開発庁長官   |      | 青木幹雄                | 参議院 自由民主党 （小渕派）       | 男女共同参画担当 沖縄担当 内閣総理大臣臨時代理（2000年（平成12年）4月3日-） | 初入閣                        |
| 金融再生委員会委員長          |      | 越智通雄                | 衆議院 自由民主党 （森派）         |                                                                             | 2000年（平成12年）2月25日辞任 |
| 金融再生委員会委員長          |      | 谷垣禎一                | 衆議院 自由民主党 （加藤派）       |                                                                             | 2000年（平成12年）2月25日任命 |
| 総務庁長官                    |      | 續訓弘                  | 参議院 公明党                      | 中央省庁改革等担当                                                          | 初入閣                        |
| 防衛庁長官                    |      | 瓦力                    | 衆議院 自由民主党 （加藤派）       |                                                                             |                               |
| 経済企画庁長官                |      | 池口小太郎 （堺屋太一） | 民間人                             | 総合交通対策担当 新千年紀記念行事担当                                       | 留任                          |
| 環境庁長官                    |      | 清水嘉与子              | 参議院 自由民主党 （森派）         | 地球環境問題担当                                                            | 初入閣                        |

## 内閣官房副長官・内閣法制局長官
| 職名           | 氏名       | 担当事項 | 所属等                       |
| -------------- | ---------- | -------- | ---------------------------- |
| 内閣官房副長官 | 額賀福志郎 | 政務担当 | 衆議院 自由民主党 （小渕派） |
| 内閣官房副長官 | 松谷蒼一郎 | 政務担当 | 参議院 自由民主党 （小渕派） |
| 内閣官房副長官 | 古川貞二郎 | 事務担当 | 厚生事務次官                 |
| 内閣危機管理監 | 安藤忠夫   |          | 警察官僚                     |
| 内閣法制局長官 | 津野修     |          | 大蔵官僚                     |

## 内閣総理大臣補佐官
| 職名               | 氏名     | 担当事項     | 所属等                     |
| ------------------ | -------- | ------------ | -------------------------- |
| 内閣総理大臣補佐官 | 町村信孝 | 教育改革担当 | 衆議院 自由民主党 （森派） |

- 2000年（平成12年）3月1日任命

## 政務次官
※1999年（平成11年）9月20日、将来の副大臣制度を見据えた政務次官の権限強化に関する法改正があり、同日以降は「○○総括政務次官」（1省庁に複数置かれる場合は筆頭者のみ）と呼称することとなった。この改正では権限部分のみで官職名までは改められず、閣議での申し合わせという形での「総括」呼称導入であったため、法的根拠を要する任命辞令には「総括」を含まない正式官職名が使用される
- 法務政務次官 - 山本有二
- 外務政務次官 - 東祥三、山本一太
- 大蔵政務次官 - 大野功統、林芳正
- 文部政務次官 - 河村建夫、小此木八郎
- 厚生政務次官 - 大野由利子
- 農林水産政務次官 - 谷津義男、金田勝年
- 通商産業政務次官 - 細田博之、茂木敏充
- 運輸政務次官 - 中馬弘毅、鈴木政二
- 郵政政務次官 - 小坂憲次、前田正
- 労働政務次官 - 長勢甚遠
- 建設政務次官 - 加藤卓二、岸田文雄
- 自治政務次官 - 平林鴻三、橘康太郎
- 総理府政務次官 - 長峯基
- 金融再生政務次官 - 村井仁
- 総務政務次官 - 持永和見
- 北海道開発政務次官 - 米田建三
- 防衛政務次官 - 依田智治、西川太一郎
- 経済企画政務次官 - 小池百合子
- 科学技術政務次官 - 斉藤鉄夫
- 環境政務次官 - 柳本卓治
- 沖縄開発政務次官 - 白保台一
- 国土政務次官 - 増田敏男